# 그리스 교회
그리스 교회(~敎會, 그리스어: Εκκλησία της Ελλάδος)는 그리스에 있는 동방 정교회 공동체의 독립 교회 가운데 하나이다. 희랍정교회라고도 한다. 교회법적으로 사목 지역은 발칸 전쟁(1912년~1913년) 이전의 그리스 영토에 국한되어 있으며, 그 외 그리스의 나머지 지역은 모두 콘스탄티노폴리스 세계 총대주교의 재치권을 받고 있다. 하지만 콘스탄티노폴리스 세계 총대주교의 재치를 받는 그리스 영토 내 교구들의 대부분은 콘스탄티노폴리스 세계 총대주교와 그리스 정교회의 수장인 아테네 대주교 간의 양자 협정에 따라 실질적으로는 그리스 정교회의 일부로 관리되고 있다.

## 역사
그리스는 초대 교회 시대부터 기독교의 중심지 가운데 하나였다. 콘스탄티노폴리스 총대주교구가 설정된 이후, 그리스 지역 교회는 콘스탄티노폴리스 세계 총대주교의 재치권을 받고 있었으나, 1833년 그리스 국왕 오톤의 바이에른 관료들의 정치적 결정에 따라 그리스 정교회는 콘스탄티노폴리스 세계 총대주교로부터 독립하여 자치 교회가 되었다. 그리스 정교회의 독립은 1850년 콘스탄티노폴리스 세계 총대주교의 승인으로 공식적으로 인정되었다.

## 그리스의 대표적인 종교
그리스인들의 동방 정교회에 대한 확고한 충성은 그리스 독립 전쟁 기간 중에 제정된 1822년 에피다우로스 법, 즉 현대 그리스 헌법 초기에 이미 그리스 민족의 독자성을 증거하는 가장 대표적인 특징으로 기술된 것을 통해 알 수 있다. 뒤이어 제정된 모든 그리스 헌법의 서문은 “거룩하시고, 동일한 본질을 지니심과 더불어 서로 분리될 수 없으신 삼위일체의 이름 아래”라는 문구로 시작하며, 그리스도의 동방 정교회는 그리스의 주요 종교로 확립되어 있다는 내용이 간략하게 명시되어 있다.
또한 그리스 정교회의 성직자들은 정부로부터 교사들과 거의 비슷한 수준의 봉급과 연금을 지급받았다. 또한, 교회의 기본 수입에서 35%의 세금을 국가에 냈지만, 2004년에 3220/2004법은 이 세금을 폐지했다. 그리스 국내에서 사실상 국교로서의 지위가 인정받고 있기 때문에 교회 행정과 관련된 사안에 있어서 그리스 정교회의 교회법은 그리스 정부로부터 인정받고 있다. 그리스 헌법에서 이와 관련된 조항은 ‘그리스 교회법’이라고 불리는 조항이다. 그리스 정교회에서의 세례와 혼인은 법적 효력을 지니며, 관련 증명 서류들은 해당 성무를 집전한 사제가 발행하도록 하고 있다. 그리스의 모든 초등학교와 중고등학교의 학생들은 종교 교육을 받고 있다. 교회와 국가 간의 문제를 다루는 그리스 정부의 부처는 교육종교문화체육부에서 담당하고 있다.

## 교계제도
그리스 정교회에서 법적으로 최고의 권위는 아테네 대주교를 중심으로 하여 수도 대주교의 직함을 가진 교구장 주교 전체가 모인 주교회의(그리스어: Ἱερὰ Σύνοδος τῆς Ἐκκλησίας τῆς Ἑλλάδος Hierà Sýnodos tês Ekklēsías tês Helládos)이다. 주교회의는 교회의 쟁점이나 논의 등을 처리하는 기구이다. 상임 시노드라는 기구도 있는데, 역시 관구 대주교를 의장으로 하여 12명의 주교로 구성되어 있는데, 주로 교회의 재치권과 관련한 세세한 문제를 처리한다.
그리스 정교회는 총 81곳의 교구로 구성되어 있는데, 이 가운데 교구 36곳은 그리스 북부와 에게 해 북동쪽의 주요 섬들에 소재해 있으며, 표면상으로나 영적으로 콘스탄티노폴리스 총대주교의 재치권 아래 놓여 있다. 이들 교구의 주교들에게는 특별한 권한이 하나 있는데, 바로 그들 자체적으로 신임 콘스탄티노폴리스 세계 총대주교를 지명할 수 있다는 것이다. 이들 교구가 소재한 지역은 발칸 전쟁 이후부터 그리스의 영토로 편입되었기 때문에 ‘새 땅’이라고 불리며, 상임 시노드를 구성하는 12명의 주교 가운데 6명이 이 지역 주교들이다. 주교들은 자체적으로 선거를 통해 이 ‘새 땅’의 주교들 가운데 한 사람을 새로운 콘스탄티노폴리스 세계 총대주교로 선출하여 비준한다.
크레타 대교구와 도데카니사 제도, 아토스산은 그리스 정교회 소속이 아닌 콘스탄티노폴리스 세계 총대주교 소속으로 남아 있다. 특히 크레타 대교구는 반(半)자치적 지위를 갖고 있는데, 주교는 지역 시노드에서 선출하며, 대주교는 콘스탄티노폴리스 세계 총대주교가 그리스 교육종교문화체육부에서 제시한 세 명의 인물 가운데 한 사람을 선택하여 임명하는 형식을 갖고 있다.

## 성직자와 수도자
다른 모든 동방 정교회와 마찬가지로 그리스 정교회 역시 그리스 정부로부터 재정 지원을 받아 신학교를 운영하고 있는데, 신학교를 졸업한 학생들은 보제로 서품되고 최종적으로 사제로 서품된다. 보제품을 받기 전에 혼인을 하는 것은 허용이 되지만, 보제품을 받은 후부터는 혼인을 할 수가 없다. 그리스 정교회의 본당 사제 대부분은 기혼 사제이다. 성직자 대신에 수도 생활을 택하여 수사가 되는 경우도 있다. 신학교에서 박사학위를 취득하고 사제로 서품된 수사들은 주교품 또는 대수도사제 예비 후보자 자격을 갖게 된다. 여성들 또한 수도 서원을 하여 수녀가 될 수 있지만, 사제품을 받지는 못한다.
각 수도원은 해당 수도원이 소재하는 지역 교구나 정교회 총대주교들 가운데 한 명에게 소속되는데, 후자의 경우에는 특별히 직속(Stayropēgiaká) 수도원이라고 부른다.

## 전례력
1924년 그리스 정교회의 시노드에서 부활절과 고정된 몇몇 축일의 기념을 위해 옛 교회력 대신에 그레고리오력의 방식을 일부 채용한 율리우스력의 개정판을 도입하기로 결의하자 교회 안에 거센 반발과 함께 분열이 일어났다. 이 때 그리스 정교회의 지체에서 갈라져 나온 이들은 옛 율리우스력을 오늘날까지도 그대로 따르고 있다. 그러한 이유로 이들을 ‘옛 전례력주의자들’(palaioimerologites)이라고 부른다. 옛 전례력주의자들도 하나의 교회를 이루지 못하고 몇 차례 분열을 겪었다. 이 가운데 가장 큰 조직은 흐리소스토모스 2세 키오우시스 대주교를 중심으로 한 조직으로서 스스로 ‘참 정교회’라고 칭하고 있다. 이들은 그리스 정교회나 기타 다른 동방 정교회와 일치를 이루고 있지는 않지만, 그리스 정부로부터 합법적인 정교회 단체로 공식적인 인정을 받았다.

## 같이 보기
- 국민교회